# Fire Emblem: The Sacred Stones
Fire Emblem: The Sacred Stones (ファイアーエムブレム 聖魔の光石, Faiā Emuburemu: Seima no Kōseki), é um RPG eletrônico de estratégia desenvolvido pela Intelligent Systems e publicado pela Nintendo para Game Boy Advance em 2004 no Japão e 2005 no Ocidente. O jogo é o oitavo da série Fire Emblem, o segundo a ser lançado fora do Japão e o terceiro e último para Game Boy, depois de The Binding Blade e Fire Emblem. Fez parte do pacote de vinte jogos disponibilizados gratuitamente aos "embaixadores" do Nintendo 3DS, que haviam comprado o console antes do corte de preço, e pôde ser baixado, exclusivamente por eles, a partir de 16 de dezembro de 2011.